# Ботвинник, Наталья Марковна
Ната́лья Ма́рковна Ботви́нник (2 февраля 1944, Енисейск, Красноярский край — 15 мая 2008, Санкт-Петербург) — советский и российский учёный-латинист, филолог, кандидат филологических наук. Автор многих научных работ.

## Биография
В 1960 г. поступила на исторический факультет Ленинградского государственного университета, а в 1963 г. перевелась на второй курс классического отделения филологического факультета, который в 1967 году окончила.
По окончании ЛГУ осталась в нём в качестве лаборанта кафедры классической филологии, проработав на этой должности 20 лет. Вела занятия по древним языкам на историческом и филологическом факультетах ЛГУ/СПбГУ. В 1988 г. избрана ассистентом кафедры.
Кандидатскую диссертацию защитила в 1989 г. в Тбилисском государственном университете (научный руководитель А. И. Зайцев).
С 1991 г. — старший преподаватель, с 1994 г. — доцент кафедры классической филологии. Была секретарём кафедры.
В 1995—2008 годах преподавала латинский язык и античную литературу в Санкт-Петербургской классической гимназии № 610, являлась в ней заместителем директора по научной работе.
Читала также лекции по истории античной литературы студентам филфака СПбГУ и лекции по истории римской литературы антиковедам на историческом факультете СПбГУ.

## Основные публикации
- [Пер. с др.-греч.] Геродиан. «История». Кн. 3 // Вестник Древней Истории. 1972. № 2. C. 198—212.
- Египетский фараон Нектанеб в новой редакции «Романа об Александре» // Тезисы докладов XIV междунар. конф. античников социалистических стран. Ереван, 1976. C. 42-43.
- Египетский фараон Нектанеб в новой редакции «Романа об Александре» // Труды междунар. конф. «Эйрене». Ереван, 1976. C. 14-20.
- О стихотворении А. С. Пушкина «Нет, я не дорожу мятежным наслажденьем» // Временник Пушкинской комиссии. Л., 1979. C. 147—156.
- Персидские посольства к Александру Македонскому в новой редакции «Романа об Александре» // Античный мир и археология. Саратов, 1979. C. 26-31.
- Редакция ε «Романа об Александре» как источник среднегреческой Александрии // Науч. конф. «Историчность и актуальность античной культуры»: тезисы докладов. Тбилиси, 1980. С. 76-78.
- Преобразование исторической традиции в народном повествовании. «Роман об Александре» (реминисценции из Геродота) // Philologia Classica. Вып. 2: Традиции и новаторство в античной литературе. Л., 1982. C. 172—180.
- Херсонес — памятник античности: Сценарий учебного фильма. Л., 1982. C. 1-20.
- От исторической повести к народной книге (Трансформация позднегреческой биографии Александра Великого в византийскую народную книгу) // III Всесоюз. конф. молодых ученых, посвященная 200-летию Георгиевского тракта: тезисы докладов. Л., 1983. C. 52-54.
- Роман Псевдо-Каллисфена как исторический источник // Всесоюз. конф. по источниковедению: тезисы докладов. Батуми, 1985. C. 24-25.
- Средства художественной выразительности в трех основных редакциях древнегреческого «Романа об Александре» // Philologia Classica. Вып. 3: Язык и стиль памятников античной литературы. Межвуз. сб. / отв. ред. проф. Ю. В. Откупщиков. Л., 1987. C. 3-10.
- Легенда о Буцефале в различных версиях «Романа об Александре» // Всесоюз. конф. «Проблемы античной культуры»: тезисы докладов. Симферополь, 1988. С. 3-4.
- Библейский источник Пушкинского текста «Зачем крутится ветр в овраге…» // Всесоюз. конф. «Проблемы античной культуры»: тезисы докладов. Симферополь, 1988. С. 106—107.
- Жанровая природа византийской переработки «Романа об Александре» // История и археология нижнего Подунавья: Материалы II науч.- практ. конф., посвященной памяти А. И. Доватура, А. Н. Дейча и 450-летию первого упоминания г. Рени. Тезисы докладов. Рени, 1991. С. 10-11.
- Трансформация образа великого полководца в позднегреческом «Романе об Александре» // Конф. «Проблемы войны и мира»: тезисы докладов. Симферополь, 1992. С. 111—113.
- Реминисценции из Овидия в стихотворении Пушкина «Чаадаеву» // II Крымские Пушкинские чтения: тезисы докладов. Керчь, 1992. С. 31-34.
- Два «Памятника». Пушкин и Гораций // IV Крымские Пушкинские чтения: тезисы докладов. Феодосия, 1994. С. 25-27.
- Гомеровский мотив в стихотворении А. С. Пушкина «Прозерпина» // Пушкин и славянский мир. V Крымские Пушкинские чтения: тезисы докладов. Алупка, 1995. С. 82-85.
- [Пер. с древнегреч.] Геродиан. История императорской власти после Марка: в 8 книгах. СПб., 1995. С. 134—165.
- А. И. Зайцев (к 70-летию со дня рождения) // Вестник С.-Петерб. унта. 1996. Сер. 2. Вып. 1 (№ 12). С. 122—123 (совместно с В. С. Дуровым).
- [Пер. с др.-греч.] Геродиан. История. Кн. 3. М., 1996. С. 120—149
- Латинский язык: Метод. указания и контрольные работы. СПб., 1996. С. 1-20 (совместно с И. В. Нарусевич).
- Методические указания к ведению археолого-эпиграфической практики в Херсонесском историко-археологическом заповеднике. Симферополь, 1997. С. 1-22 (совместно с Н. Х. Керасиди).
- Яков Маркович Боровский // Древний мир и мы. СПб., 1997. С. 155—163.
- Библиография М. Н. Ботвинника // Древний мир и мы. СПб., 1997. C. 191—196 (совместно с И. П. Суздальской).
- А. И. Зайцев (к 70-летию со дня рождения) //. Профессору Александру Иосифовичу Зайцеву ко дню семидесятилетия. СПб., 1997. С. 5-7 (совместно с В. С. Дуровым).
- Жанровая природа позднегреческой переработки «Романа об Александре» Псевдо-Каллисфена //. Профессору А. И. Зайцеву ко дню семидесятилетия. СПб., 1997. С. 174—189.
- Почему Херсонесская присяга запрещает вывозить «хлеб, собираемый с равнины»? // Philologia Classica. Вып. 5: К 100-летию со дня рождения профессора Аристида Ивановича Доватура. Межвуз. сборник / отв. ред. проф. Ю. В. Откупщиков. СПб., 1997. С. 54-58.
- Легенда о вступлении Александра Македонского в Иерусалим в древнерусской литературе // Материалы междунар. конф. «Проблемы греческой культуры». Симферополь, 1997. С. 34-36.
- Латинское «commendare» и понятие коммендации в Средние века // Вестник С.-Петерб. ун-та. 1998. Сер. 2. Вып. 4 (№ 23). С. 72-77 (совместно с С. Б. Кулаевой).
- Латинский язык и авторы // Кафедра классической филологии: учеб. программы. СПб., 1999. С. 26-33.
- «А ларчик просто открывался» // Linguistica et philologica: Сборник в честь 75-летия проф. Ю. В. Откупщикова. СПб., 1999. С. 204—209.
- Первоначальное самочувствие // Санкт-Петербургский университет. СПб., 2000. № 2. С. 32-33 (совместно с А. И. Зайцевым).
- «Латинский язык» для студентов отделений романской филологии // Кафедра классической филологии для гуманитарных факультетов: учеб. программы. СПб., 2001. С. 66-70.
- «История античной литературы» для студентов отделений западного цикла // Кафедра классической филологии для гуманитарных факультетов: учеб. программы. СПб., 2001. С. 7-17.
- Латинский язык: Сенека. Вергилий // Кафедра классической филологии: учебные программы для средней школы. СПб., 2001. С. 42-46 (совместно с В. В. Зельченко).
- А. Н. Егунов и его книга «Гомер в русских переводах». Послесловие // Егунов А. Н. Гомер в русских переводах. М., 2001. С. 386—397 (совместно с А. А. Алексеевым).
- [Пер. с укр. яз.] Содомора А. Отрывки из книги «Sub aliena umbra» // Древний мир и мы: Классическое наследие в Европе и России. СПб., 2003. Вып. 3. С. 174—191.
- [Ред.] Хрестоматия по латинскому языку / сост. О. В. Бударагина, Т. Б. Путилова; под ред. Н. М. Ботвинник. М.; СПб., 2003.
- [Ред.] Лурье Я. С. История одной жизни. СПб., 2003.
- Судьба книги // Лурье Я. С. История одной жизни. СПб., 2003. С. 7-8.
- Список печатных трудов С. Я. Лурье. Неизданные работы С. Я. Лурье // Лурье Я. С. История одной жизни. СПб., 2003. С. 264—277.
- Публикации, посвященные С. Я. Лурье // Лурье Я. С. История одной жизни. СПб., 2003. С. 277—278.
- Античная традиция о завоевании Иберии-Картли Александром Македонским и «Картлис Цховреба» // Византинороссика. Т. 2. СПб., 2003. С. 68-72.
- «Роман об Александре». Рукописная традиция и история изучения текста // Византинороссика. Т. 2. СПб., 2003. С. 49-67.
- Гаяна Галустовна Анпеткова-Шарова // Санкт-Петербургский университет. СПб., 2004. № 1-2. С. 55-56.
- Латынь из моды вышла ныне? // Абарис. Журнал друзей Санкт-Петербургской классической гимназии. СПб., 2004. № 5. С. 9-10.
- Легенда о Буцефале в различных версиях «Романа об Александре» // Античный мир и мы. Саратов, 2004. C. 22-35.
- Александр Иосифович Зайцев (заметки к биографии) // Philologia Classica. Вып. 6: Cathedra Petropolitana: к 70-летию кафедры классической филологии. СПб., 2004. С. 92-98.
- Homo homini… Крылатая латынь. Калининград, 2004.
- Третьи научные чтения памяти проф. А. И. Зайцева //ЯЛИК. 2005. № 63. Апрель. С. 5 (совместно с И. О. Галыниной).
- История античной литературы // Кафедра классической филологии: учеб. программы для бакалавриата. СПб., 2006. С. 15-24.
- [Ред.] Латинский язык: метод. указания для студентов Санкт-Петербургского филиала Нижегород. гос. лингв. ун-та / сост. И. О. Галынина. СПб., 2006.
- 110-летие со дня рождения Я. М. Боровского // ЯЛИК. 2007. № 71. Март. С. 1-2 (совместно с И. О. Галыниной).
- [Ред.] Материалы XXХVI Междунар. филол. конф. (12-17 марта 2007 г.). Вып. 4: Классическая филология. СПб., 2007. 56.
- [Пер. с др.-греч. и вступ. замечания] Псевдо-Каллисфен. Роман об Александре. Гл. 44, 46. // Абарис. Журнал друзей Санкт-Петербургской классической гимназии. СПб., 2007. № 8. С. 47-50.
- «Переплетение слов» в русской и латинской поэзии // «Слово — чистое веселье…»: сб. статей в честь А. Б. Пеньковского / отв. ред. А. М. Молдован. М., 2009. С. 299—310 (совместно с А. В. Гладким).
- Я. М. Боровский // Я. М. Боровский. Opera philologica. СПб., 2009. С. 7-14.
- Ксенофонт. Псевдо-Каллисфен // Хрестоматия по литературе Древней Греции. Т. 2 / сост. М. Позднев. СПб., [2011].
- [Пер. с. лат. яз.] Франческо Альгаротти. Очерк Российской истории в медалях // Франческо Альгаротти. Путешествие в Россию. СПб., [2011].